# Leptoptilos
I marabù (Leptoptilos) sono un genere di grandi Ciconidi, diffusi in Africa e nel Sud-est asiatico.

## Etimologia
Il nome marabù deriva dal francese marabout, asceta in meditazione, che a sua volta è dall'arabo murābit, guardia di frontiera, perché è proprio ciò che ricordano l'aspetto e il portamento dell'uccello.

## Specie
Il genere Leptoptilos comprende 3 specie viventi di Marabù e 6 specie oggi estinte.
Le 3 specie viventi sono:
- Leptoptilos javanicus (Marabù della Sonda)
- Leptoptilos dubius (Marabù maggiore)
- Leptoptilos crumeniferus (Marabù africano)

Le specie fossili sono:
- Leptoptilos richae
- Leptoptilos sp.
- Leptoptilos falconeri
- Leptoptilos pliocenicus
- Leptoptilos indicus
- Leptoptilos titan
- Leptoptilos robustus